# エホバの証人輸血拒否事件
エホバの証人輸血拒否事件（エホバのしょうにん ゆけつきょひじけん）とは、日本で1992年（平成4年）に起きた、宗教上の理由で輸血を拒否していたエホバの証人の信者が、手術の際に無断で輸血を行った医師、病院に対して損害賠償を求めた事件。輸血拒否や自己決定権について争われた法学上著名な判例である。

## 概要

### 輸血拒否
宗教・思想の禁忌・戒律・価値観、または医療上の主張その他の理由により、輸血を拒否する人は少なからず存在する。彼らの主張は、生命の危機に陥る可能性がある場合も含め、いついかなる状況でも輸血を拒否するとする絶対的輸血拒否（絶対的無輸血）と、生命に危機がある場合など、身体に重大な影響を与える場合は輸血を容認する相対的輸血拒否（相対的無輸血）の2つに分けられる。
エホバの証人は、聖書に「血を避けなさい」とする言葉が何度も出てくることを理由として、絶対的輸血拒否の立場をとっている。そして、エホバの証人の信者であった女性Aは、この教義に従い生命の危機があるときも含めていかなる場合においても輸血を拒否するという固い信念を持っていた。

### 入院から手術まで
1992年（平成4年）7月6日、Aは立川病院において、悪性の肝臓血管腫であるとの診断を受けた。Aは輸血をせずに手術をすることを望んだものの、同病院の医師から不可能であるとして拒否されたため、11日に同病院を退院した。そのため、退院後Aは輸血なしで手術が可能な医師・病院を探していた。
医師Bは、エホバの証人の教義に協力的である医師を紹介するエホバの証人の医療機関連絡委員会（以下連絡委員会）の間で、輸血をせずに手術を行った経験があることで知られていた。Aが輸血なしで手術を行える医師・病院を探していることを知った連絡委員会は、7月27日にBに対してAの病状ならびに輸血を拒否する意向を伝え診療を依頼した。依頼を受けたBは、がんが転移さえしていなければ輸血なしで手術が可能である旨を伝え、すぐに検査するよう述べた。8月18日、AはBが所属する東京大学医科学研究所附属病院（以下医科研）に入院した。医科研では医師C、Dの2名がAの主治医となった（以下B・C・Dを医師Bら）。
同日、CがAに対してごく少量の血液や、自己血輸血の可否を問うたのに対して、Aは「できません」と答えた。9月7日、Dが「手術には突発的なことが起こるので、そのときは輸血が必要です」「輸血しないで患者を死なせると、こちらは殺人罪になります。やくざでも、死にそうになっていて輸血をしないと死ぬ状態だったら、自分は輸血します」と言ったところ、Aは「死んでも輸血をしてもらいたくない、そういう内容の書面を書いて出します」と言ったが、Dは「そういう書面をもらってもしょうがないです」と答えた。同月10日、Aは医科研の指示で都立広尾病院でMRI検査を受け、同月11日、検査結果をCに渡した。その際にCは、再び輸血の可否を問うたが、Aも前回同様「できません」と答えた。
検査の結果を受けて、手術に関わる医師らは手術についての術前検討会を行った。検討会の結果、Aの腫瘍は不測の事態から大量の出血に至る可能性があるとされ、基本的に輸血を行わないとしても、生命が危険な事態に備えてあらかじめ血液を準備する必要性があるという意見が出されたため、血液を準備することになった。これは、医科研は患者の輸血拒否の意志を尊重して極力輸血を行わないようにはするが、輸血以外には救命手段がない場合は患者およびその家族の許諾の有無にかかわらず輸血を行うという方針（相対的輸血拒否）をとっていたためである。
9月14日、BはAの夫ならびに息子に手術の説明を行った。その際Bは、再出血があった場合の再手術の可能性について触れ、その際は「医師の良心に従って治療を行う」と輸血の可能性について言外に示そうとした。説明後、Aの息子は、Aが輸血を受けられないこと、輸血をしなかったために生じた損傷に関して医師および病院職員などの責任を問わない旨とAの署名を記載した免責証書をBに手渡したところ、Bはこれを「わかりました」と受け取り、同席していたCまたはDに渡した。
9月16日、Aに対する手術がB、C、D、肝臓外科医であるE、麻酔科医であるF、Gら（以下Bら）によって行われたが、患部の腫瘍を摘出した時点で出血が多量となったため、Bらは輸血をする以外にAの命を救うことができないと判断して輸血を行った。その結果、手術は成功した。医師Bらは、輸血の可能性を伝えることでAが治療を拒否することを恐れ、最後まで相対的輸血拒否の方針をAに説明しなかった。

### 提訴
Aは医科研を退院したあと、絶対的輸血拒否特約に反して輸血を行った国（医科研が国立であったため）の債務不履行責任、輸血の可能性についての説明義務違反によって、Aの輸血に関する自己決定権を侵害したことに対する医師Bらの不法行為責任、医師Bらの不法行為に対する国の使用者責任を主張し、国、医師Bらを相手取り合計1,200万円の損害賠償を求め提訴した。

## 下級審判決

### 第一審

#### 判決
1997年（平成9年）3月12日、東京地方裁判所は、原告の請求をいずれも棄却した。

#### 債務不履行責任
輸血を行わないとする特約に反して、病院がAに対して輸血を行ったことによる国の債務不履行責任については、絶対的に輸血を拒否する契約が公序良俗に反して無効であることを理由として認めなかった。

#### 不法行為責任
医師Bらの輸血の可能性についての説明義務違反による不法行為責任については、医師に救命義務があることに加え、エホバの証人である患者に輸血の可能性を伝えると輸血を拒否するおそれがあり、その結果死に至る蓋然性が高いことなどを考慮すると、輸血の可能性について説明しなかったことがただちに違法であるとは言えないとして認めなかった。

#### 控訴
原告は、この判決を不服として控訴を行った。8月13日にAが死去したため、Aの夫と息子が訴訟を承継した。

### 控訴審

#### 判決
1998年（平成10年）2月9日、東京高等裁判所は、一審判決を変更し控訴人の請求を一部認め、B、C、Dおよび国に対して55万円の支払いを命じる判決を下した。

#### 債務不履行責任
国の債務不履行責任については、Aと病院との間で成立していた特約は相対的輸血拒否に留まり、絶対的輸血拒否ではないとして認めなかった。
そのように判断された理由は、Aと病院との間で絶対的輸血拒否の申し込みと承諾が成立していなかったためである。裁判所は、過去にエホバの証人の信者が輸血を容認した例を挙げ、エホバの証人の信者の輸血拒否が一概に絶対的輸血拒否であるとは言えないとした。そして、Aの口頭での輸血拒否の申し込みは一度も明確に承諾されておらず、Bに渡された免責証書も「損傷」という文言が死をも許容しているかが明確でないとした。
ただし、仮に絶対的輸血拒否の契約が成立していた場合の有効性については、輸血の拒否が他人の権利を侵害しないこと、過去の輸血拒否による死亡例で刑事訴追が行われていないこと、輸血なしで手術を行う医療機関の存在などを理由に、公序良俗違反により無効とした第一審判決を覆し有効であるとした。

#### 不法行為責任
医師の不法行為責任については、B、C、Dの説明義務違反によるＡの自己決定権の侵害および、国の使用者責任を認めた。
判決では、「本件のような手術を行うについては、患者の同意が必要であり、（中略）この同意は、各個人が有する自己の人生のあり方（ライフスタイル）は自らが決定することができるという自己決定権に由来するものである」と自己決定権を認め、さらに「人はいずれは死すべきものであり、その死に至るまでの生きざまは自ら決定できるといわなければならない（たとえばいわゆる尊厳死を選択する自由は認められるべきである）」と死に関する自己決定権についても認めた。
説明義務違反については、「医師は、エホバの証人患者に対して輸血が予測される手術をするに先立ち、同患者が判断能力を有する成人であるときには、輸血拒否の意思の具体的内容を確認するとともに、医師の無輸血についての治療方針を説明することが必要であると解される」としたうえで、B、C、Dには、絶対的輸血拒否を行わない方針が確定した時点でAに対してそのことを説明する機会を設けるべきであったとした（E、FはAおよびその家族と接触する機会がなかったことから説明義務違反はないとされた）。
そして、説明義務を怠った結果、Aが「絶対的無輸血の意思を維持して医科研での診療を受けないこととするのか、あるいは絶対的無輸血の意思を放棄して医科研での診療を受けることとするかの選択の機会（自己決定権行使の機会）を奪われ、その権利を侵害された」と説明義務違反と自己決定権違反の因果関係も認めた。

#### 上告
B、C、Dおよび国は、この判決を不服として上告した。

## 最高裁判決
2000年（平成12年）2月29日、最高裁判所は、上告を棄却した（判タ1031号158頁）。理由は以下の通りである。
「B医師らが、Aの肝臓の腫瘍を摘出するために、医療水準に従った相当な手術をしようとすることは、人の生命及び健康を管理すべき業務に従事する者として当然のことであるということができる。しかし、患者が、輸血を受けることは自己の宗教上の信念に反するとして、輸血をともなう医療行為を拒否するとの明確な意思を有している場合、このような意思決定をする権利は、人格権の一内容として尊重されなければならない。そして、Aが、宗教上の信念からいかなる場合にも輸血を受けることは拒否するとの固い意思を有しており、輸血をともなわない手術を受けることができると期待して医科研に入院したことをB医師らが知っていたなど、本件の事実関係の下では、B医師らは、手術の際に輸血以外には救命手段がない事態が生ずる可能性を否定しがたいと判断した場合には、Aに対し、医科研としてはそのような事態に至ったときには輸血するとの方針をとっていることを説明して、医科研への入院を継続したうえ、B医師らの下で本件手術を受けるか否かをＡ自身の意思決定にゆだねるべきであったと解するのが相当である」
「ところが、B医師らは、本件手術に至るまでの約1か月の間に、手術の際に輸血を必要とする事態が生ずる可能性があることを認識したにもかかわらず、Aに対して医科研が採用していた右方針を説明せず、同人および被上告人らに対して輸血する可能性があることを告げないまま本件手術を施行し、右方針に従って輸血をしたのである。そうすると、本件においては、B医師らは、右説明を怠ったことにより、Aが輸血をともなう可能性のあった本件手術を受けるか否かについて意思決定をする権利を奪ったものといわざるを得ず、この点において同人の人格権を侵害したものとして、同人がこれによって被った精神的苦痛を慰謝すべき責任を負うものというべきである」